# Robinsonella pleiopoda
Robinsonella pleiopoda là một loài thực vật có hoa trong họ Cẩm quỳ. Loài này được (Donn. Sm.) Fryxell miêu tả khoa học đầu tiên năm 1973.